# Donald Christian
Donald Christian (* 28. August 1958; † 15. Mai 2011 Saint George’s (Bermuda)) war ein Radrennfahrer aus Antigua und Barbuda.

## Sportliche Laufbahn
Christian war im Bahnradsport aktiv und Teilnehmer der Olympischen Sommerspiele 1976 in Montreal. Er startete im 1000-Meter-Zeitfahren und wurde im Wettkampf disqualifiziert. In der Einerverfolgung schied er in der Qualifikation aus.
Christian war später Präsident der Antigua and Barbuda Olympians Association. Sein Sohn Brendan Christian nahm ebenfalls an Olympischen Spielen (2004, 2008, 2012) in der Leichtathletik teil.